# Dasycyrton gibbosus
Dasycyrton gibbosus är en tvåvingeart som beskrevs av Philippi 1865. Dasycyrton gibbosus ingår i släktet Dasycyrton och familjen rovflugor. Inga underarter finns listade i Catalogue of Life.